# Хлоплянкина, Татьяна Михайловна
Татьяна Михайловна Хлоплянкина (20 сентября 1937 — 25 апреля 1993) — советский и российский кинокритик, киновед, сценарист, драматург.

## Биография
Родилась 20 сентября 1937 года в семье Михаила Ивановича Хлоплянкина, члена Центральной ревизионной комиссии ВКП(б) и заместителя наркома внутренней торговли СССР. Вскоре отец был арестован, а в 1938 году расстрелян как враг народа.
В 1954 году поступила на сценарный факультет Всесоюзного государственного института кинематографии (мастерская Евгения Габриловича), который окончила в 1959 году. По окончании института работала в редакции газеты «Советская культура».
С 1976 года – заведующая отделом советского кино редакции журнала «Советский экран».
Член Союза писателей СССР с 1974 года. Лауреат премии Союза кинематографистов СССР (1979).
В 1979—1993 годах была заместителем заведующего, заведующей отделом искусств редакции «Литературной газеты».
В 1990—1992 годах работала первым заместителем главного редактора журнала «Советский экран» (с 1991 года — «Экран»).
Выступала в печати по вопросам кино с 1958 года. Публиковалась в журналах «Искусство кино», «Советский экран», в газетах «Правда», «Советская культура», «Литературная газета». Автор сценария фильма «Кто стучится в дверь ко мне…», пьесы «Смешной случай», повести «Здравствуйте, уважаемая редакция». Критик Лидия Польская, которая работала с ней в редакции «Литературной газеты» писала:

Она обожала семинары и симпозиумы, фестивали и пленумы, зрелища и митинги, и... домашнее одиночество по утрам, за письменным столом. Это святое. Потом из сумки извлекалась пачка бумаги с текстом, написанным крупным почерком. Машинку не признавала, не умела (только терпела мой стук под ухом), до компьютера не дожила. Из машбюро возвращалась со статьей, до которой уже никакому редактору не надо было дотрагиваться — сразу получалось готовое произведение. Потом его печатали, потом его читали и все «киношники», и вся интеллигенция. Я даже не помню, когда началась эта известность — я узнала и приняла Татьяну вместе с нею. Она была избалована этим признанием, но не фетишизировала его.
Умерла 25 апреля 1993 года в Москве. Урна с прахом захоронена в колумбарии Донского кладбища.

## Семья
Муж — режиссёр Геннадий Гончаренко.